# Christoph Jablonka
Christoph Jablonka (* 11. Februar 1956 in München) ist ein deutscher Schauspieler, Synchronsprecher und Sprecher von Hörspielen & Hörbüchern. Besondere Bekanntheit erhielt er als zweite Stimme von Homer Simpson aus den Simpsons, nachdem Norbert Gastell 2015 verstorben war. Außerdem ist er die deutsche Stimme in den Videos des YouTube-Kanals Dinge Erklärt – Kurzgesagt.

## Leben
Christoph Jablonka wurde 1956 in München geboren. Seine ersten Engagements hatte er Ende der 1970er-Jahre als Theaterschauspieler. Als Synchronsprecher hatte er ebenfalls Ende der 1970er seine ersten Erfahrungen; seit Anfang der 2000er-Jahre arbeitet er fest auf diesem Gebiet. Eine seiner bekanntesten Rollen ist Patrick Warburton als Jeff Bingham in Rules of Engagement. Weiteres Aufsehen erregte Jablonka im August 2016 als Nachfolger von Norbert Gastell als Homer Simpson in Die Simpsons. Er war „Station Voice“ bei ProSieben und ist es beim Bezahlsender Sky. Als Hörbuch-Sprecher konnte er sich auch einen Namen machen; er las sämtliche Werke von Andreas Izquierdos, zum Beispiel Der Club der Traumtänzer, Das Glücksbüro oder Romeo & Romy ein.
Christoph Jablonka war mittlerweile in über 800 Rollen als Synchronsprecher tätig.

## Synchronrollen (Auswahl)
- 1997: Für Paul Giamatti in Die Hochzeit meines besten Freundes als Hotelpage
- 1998: Für Alain Goulem in Im Sternzeichen des Todes als Danny
- 2004–2007: Für Jonathan Goldstein in Drake & Josh als Walter Nichols
- seit 2005: Für Akio Ōtsuka in One Piece (Anime) als Marshall D. Teach alias Blackbeard
- seit 2005: Für Shigeru Ushiyama  in One Piece (Anime) als Doc Bader
- 2006–2009: Für Adam Carolla in Drawn Together als Spanky Ham
- 2006: Für Donnie Yen in Dragon Tiger Gate als Dragon Wong
- 2007: Für Dennis Bateman in Team Fortress 2 als Spy
- 2007: Für Christopher McDonald in Kickin It Old Skool als Marty Schumacher
- 2007: Für Kevin McNally in Der Mord an Prinzessin Diana als Charles Davis
- 2007: Für Robert Taylor in Storm Warning als Rob
- seit 2007: Für South Park in Diversen Rollen
- seit 2007: Für Seth MacFarlane in Family Guy als Dr. Elmer Hartman
- seit 2010: Für Keiichi Sonobe in One Piece (Anime) als Silvers Rayleigh
- 2010: Für Robert Klein in Plan B für die Liebe als Dr. Scott Harris
- 2010: Für Handelsprinz Gallywix in World of Warcraft: Cataclysm
- 2011: Für Vincent Pastore in The Devil’s Dominos als Big John Calabrese
- 2012: Die drei ??? Kids – Im Geisterschiff als Mr. Jenkins (Hörspiel)
- seit 2012: Für Seth MacFarlane in Family Guy als Dan Quagmire/Ida Davis
- seit 2013: Für Brandon Johnson in Rick and Morty als Mr. Goldenfold
- 2014: Für Lionnel Astier in Asterix im Land der Götter als Automatix
- 2015: Für Alain Goulem in Trigger Point als Miles Banner
- seit 2016: Für Dan Castellaneta in Die Simpsons als Homer Simpson (2. Stimme)
- 2017: Für Ted Whittall in The Expanse als Michael Iturbi
- 2017–2019: Für Patrick Warburton in Eine Reihe betrüblicher Ereignisse und Thomas und seine Freunde – Große Welt! Große Abenteuer! China (Hörspiel)
- 2011–2019: Für Jerome Flynn in Game Of Thrones als Bronn
- seit 2017: Dinge erklärt – Kurzgesagt auf YouTube
- 2019–2022: Für Bill Farmer in Disney Amphibia als Hopadiah ‘Hop Pop’ Plantar
- 2023: Für Milton Schorr in One Piece (Live-Action) als Don Creek

## Filmografie
- 1996: Zwei Brüder (Fernsehserie, 1 Folge)